# 慈州 (唐朝)
慈州，中国唐朝时设置的州。

## 沿革
南北朝时东魏称南汾州，北周改为汾州，隋朝时，改为耿州，又为文城郡。唐朝武德元年（618年），改为汾州。武德三年（620年），又改浩州（原隋朝西河郡）为汾州。武德五年（622年），改为南汾州。武德八年（625年）（《新唐书》作“貞觀八年”（634年）），改为慈州。治所在吉昌县（五代唐改吉乡县，即今山西省吉县）。因境有慈乌戍，故名。户五千二百四十五，口二万二千六百五十一。天宝，户一万一千六百一十六，口六万二千四百八十六。下辖五县：吉昌县、文城县（屈邑县）、昌宁县、吕香县、仵城县。辖境相当今山西省乡宁、吉县等地。天宝元年（742年）改为文城郡。乾元元年（758年）复为慈州。
北宋熙宁五年（1072年）省。元祐元年（1086年）复置。辖境缩小，仅有今吉县地。金朝天德三年（1151年）改名为耿州。
| 唐朝慈州辖县 | 唐朝慈州辖县                                         |
| ------------ | ---------------------------------------------------- |
| 634年        | 吉昌县、文城县、吕香县、昌宁县、仵城县               |
| 658年        | 吉昌县、文城县、吕香县、昌宁县、仵城县               |
| 676年        | 吉昌县、文城县、吕香县、昌宁县、仵城县               |
| 905年        | 吉昌县、文城县（改为屈邑县）、吕香县、昌宁县、仵城县 |

唐朝慈州刺史
- 杨誉（贞观年间）
- 杜构（贞观年间）
- 杨师（唐高宗时）
- 李上金（675年）
- 王千石（唐高宗、武后时）
- 魏叔瑜（唐高宗、武后时）
- 薛俊（唐中宗时）
- 郑世斌（景云年间—开元初年）
- 倪若水（开元初年）
- 司马铨（开元初年）
- 李问政（开元前期）
- 房光庭（开元前期）
- 李津容（开元年间）
- 李元璥（730年）
- 郑曾（736年之前）
- 臧瑀（乾元年间）
- 薛奇童（唐肃宗时）
- 裴延休（唐代宗初年）
- 王履清（775年—776年）
- 郑抗（784年）
- 郑叔度（贞元年间）
- 裴匠（贞元年间）
- 刘元鼎（813年）
- 薛易知（元和年间）
- 杜叔近（832年）
- 鲁琡（大和年间）
- 刘真（会昌年间）
- 毕諴（会昌末年）
- 郑倚（852年）
- 谢观（862年—864年）
- 唐彦谦（882年）
- 王瑶（891年）
- 张瓌（901年）